# Tiñosillos (kommunhuvudort)
Tiñosillos är en kommunhuvudort i Spanien.   Den ligger i provinsen Provincia de Ávila och regionen Kastilien och Leon, i den centrala delen av landet, 100 km nordväst om huvudstaden Madrid. Tiñosillos ligger 873 meter över havet och antalet invånare är 785.
Terrängen runt Tiñosillos är platt, och sluttar norrut. Runt Tiñosillos är det mycket glesbefolkat, med 7 invånare per kvadratkilometer. Närmaste större samhälle är Arévalo, 14,3 km norr om Tiñosillos. Trakten runt Tiñosillos består till största delen av jordbruksmark.